# Rosen-Resli
Rosen-Resli ist ein deutscher Spielfilm aus dem Jahr 1954 sehr frei nach der Novelle Rosenresli von Johanna Spyri. Der Film machte die neunjährige Kinderdarstellerin Christine Kaufmann berühmt. Die Uraufführung war am 4. Mai 1954 in Stuttgart. 

## Handlung
Das Waisenkind Resi lebt bei einem Gärtnerehepaar und kümmert sich rührend um die herzkranke Pflegemutter, die somit selbst zur „Sorgemutter“ geworden ist. Resi bringt die Rosen zu den Kunden, um vom verdienten Geld Medikamente für die Pflegemutter zu bezahlen.
Von dem alten Gärtner Jakob lernt Resi das Rosenzüchten. Bei der Suche nach einem wilden Rosenstrauch fällt sie in einen Teich und ertrinkt beinahe. Ihr Retter ist der ehemalige Arzt Dr. Schumann, der durch den Vorfall die Besitzerin der Gärtnerei Herta Wieland kennenlernt. Herta hat in Fred Rohrbach bereits einen Verlobten. Dessen Schwester Christine war früher mit Dr. Schumann verlobt. Mit Schumanns Auto hatte diese nach einem tödlichen Unfall Fahrerflucht begangen. Schumann hatte ihretwegen die Tat auf sich genommen und eine Zuchthausstrafe verbüßt.
Inzwischen hat Resi von der Gärtnereibesitzerin ihr eigenes Bäumchen zum Zwecke der Rosenzucht geschenkt bekommen, es veredelt und wartet gespannt auf das erste Erblühen. Sie will mit dem Verkauf der Rosen ihrer "Sorgemutter" helfen. Fred Rohrbach entdeckt während der Nacht die frisch entfalteten Rosen als erster und schneidet sie alle ab, um sie der Hotelbesitzerin Vera Fürst zu schenken, der er gerade einen Heiratsantrag gemacht hat. Resi ist fassungslos, als sie am Morgen ihr abgeräumtes Rosenbäumchen entdeckt.
Es wendet sich jedoch alles zu einem Happyend. Christine hat inzwischen gestanden, dass sie es war, die mit Schumanns Auto den tödlichen Unfall verursacht hat. Freds windiges Doppelspiel fliegt auf, als er Herta und Vera gemeinsam begegnet. Resis Rosen werden von einem Kenner entdeckt (der sie nach Holland und zu dessen Kolonien verkaufen will) und als eine besonders wertvolle Zuchtform eingestuft. Rosi benennt ihre Zuchtform nach "Maria Cranz", ihrer "Sorgemutter". Die Pflegemutter wird wieder gesund, und dem Glück zwischen Herta und dem rehabilitierten Dr. Schumann, der von nun an wieder praktizieren kann, steht nichts mehr im Wege.

## Hintergrund
Die Dreharbeiten dauerten vom 10. Februar 1954 bis zum 24. März 1954. Die Innenaufnahmen entstanden im Atelier „Unter den Eichen“ in Wiesbaden, die Außenaufnahmen in einer Rosenzüchterei in Wiesbaden-Biebrich, im Wiesbadener Wellritztal in der Gärtnerei Emmermann sowie in Schlangenbad.
Bei den Dreharbeiten lernten sich Regisseur Harald Reinl und die damalige Komparsin Karin Dor kennen. Das Paar heiratete noch im selben Jahr; die Ehe wurde 1968 geschieden. 
Im Rosen-Resli spielte Otto Gebühr seine letzte Filmrolle.
Das Lied „Liebe Sonne geh nicht schlafen“ singt Resi für ihre Pflegemutter. Durch dieses auf der Zither begleitete Lied wurde Christine Kaufmann zu einem Kinderstar.

## Kritiken
- „Volkstümliche, sentimental-erzieherisch eingefärbte Unterhaltung nach Johanna Spyri. Ihre erste Kinderstar-Rolle begründete die Karriere von Christine Kaufmann.“ - „Lexikon des internationalen Films“ (CD-ROM-Ausgabe), Systhema, München 1997

- „Brave Unterhaltung für Mädchen im oberen Volksschulalter.“ - 6000  Filme. Kritische Notizen aus den Kinojahren 1945 bis 1958. Handbuch V der katholischen Filmkritik, 3. Auflage, Verlag Haus Altenberg, Düsseldorf 1963, S. 362